# 中部山岳国立公園奥飛騨ビジターセンター
中部山岳国立公園奥飛騨ビジターセンター（ちゅうぶさんがくこくりつこうえんおくひだビジターセンター）は、中部山岳国立公園内の岐阜県高山市奥飛騨温泉郷平湯地区にあるビジターセンター。2024年（令和6年）7月13日に旧岐阜県飛驒・北アルプス自然文化センター（平湯ビジターセンター）をリニューアルして開館した。

## 概要
岐阜県高山市奥飛騨温泉郷平湯地区には1988年（昭和63年）に岐阜県飛驒・北アルプス自然文化センター（平湯ビジターセンター）が開設されていたが、2017年（平成29年）4月から改修工事のため休館となった。
改修工事が完了し、2024年（令和6年）7月13日に中部山岳国立公園奥飛騨ビジターセンターとしてリニューアルオープンした。建物は鉄筋コンクリート造、平屋建て（延床面積860.22㎡）である。
乗鞍岳や槍・穂高連峰、山麓の五色ヶ原や平湯大滝、奥飛騨温泉郷など各エリアの自然や天候、観光情報、交通情報などの提供のほか、自然散策や環境学習など自然体験プログラムの提供、自然公園の保護及び利用を担うガイドと地域住民との交流の場としての機能を有する。

## 所在地
- 高山市奥飛騨温泉郷平湯763番12[1]

## 開館時間
- 9：00 − 17：00（水曜日休館）[1]

## アクセス
- 東海北陸自動車道 飛騨清見インターチェンジから国道158号を奥飛騨方面へ約55km[1]
- 濃飛バス 平湯バスターミナル近く[1]